# Рогатица (община)
Рогатица (на сръбски: Општина Рогатица) е община, разположена в Република Сръбска, част от Босна и Херцеговина. Неин административен център е град Рогатица. Общата площ на общината е 636,42 км2. Населението ѝ през 2004 година е 14 850 души.
По преброяване от октомври 2013 г. населението наброява 10 302 души.